# ماريان ديكرسون
ماريان ديكرسون (بالإنجليزية: Marianne Dickerson)‏ هي عداءة مراثونية أمريكية، ولدت في 14 نوفمبر 1960 في سانت جوزيف في الولايات المتحدة، وتوفيت في 14 أكتوبر 2015.

## وصلات خارجية
- ماريان ديكرسون على موقع الاتحاد الدولي لألعاب القوى (الإنجليزية)